# Srečno
Srečno je studijski album Delavske godbe Trbovlje, Mešanega pevskega zbora Slavček in Moškega pevskega zbora Zarja, ki je izšel na vinilni plošči leta 1972 pri založbi Helidon.

## Seznam skladb
| Stran 1 | Stran 1                    | Stran 1                               | Stran 1      | Stran 1 |
| Št.     | Naslov                     | Pisec                                 | Izvajalec    | Dolžina |
| ------- | -------------------------- | ------------------------------------- | ------------ | ------- |
| 1.      | „Jutri gremo v napad‟      | Janez Kuhar, Matej Bor, Radovan Gobec | MePZ Slavček | 2:43    |
| 2.      | „Moje srce‟                | Rado Simoniti                         | MePZ Slavček | 4:32    |
| 3.      | „Pa se sliš‟               | Karol Pahor                           | MePZ Slavček | 1:17    |
| 4.      | „Večerni Ave‟              | Anton Foerster                        | MePZ Slavček | 2:40    |
| 5.      | „Nocoj je pa en lep večer‟ | Oskar Moll                            | MoPZ Zarja   | 1:48    |
| 6.      | „Tam v dolu sama zase‟     | Silvester Mihelčič                    | MoPZ Zarja   | 2:50    |
| 7.      | „Ti pobič jak ne lumpaj‟   | Pavel Kernjak                         | MoPZ Zarja   | 3:40    |
| 8.      | „Momčeto bez gunčeta‟      | Jakov Gotovac                         | MoPZ Zarja   | 2:09    |

| Stran 2 | Stran 2                                           | Stran 2                      | Stran 2                 | Stran 2 |
| Št.     | Naslov                                            | Pisec                        | Izvajalec               | Dolžina |
| ------- | ------------------------------------------------- | ---------------------------- | ----------------------- | ------- |
| 1.      | „Folies Bergères‟ (koračnica)                     | Paul Lincke                  | Delavska godba Trbovlje | 2:27    |
| 2.      | „Don Kihot‟ (arija Sancha)                        | Jules Massenet, Vinko Štrucl | Delavska godba Trbovlje | 2:40    |
| 3.      | „Potrkan ples‟                                    | Rado Simoniti, Joško Herman  | Delavska godba Trbovlje | 6:27    |
| 4.      | „Ero‟ (zaključno kolo iz opere Ero z onega sveta) | Jakov Gotovac, Joško Herman  | Delavska godba Trbovlje | 7:22    |

### Dirigenti in solisti
Dirigenti
- Delavska godba Trbovlje: dirigent Mihael Gunzek
- MePZ Slavček: dirigent Jože Skrinar
- MoPZ Zarja: dirigent Rihard Beuermann

Solisti
- Pepca Tomšič pri skladbi »Jutri gremo v napad«
- Franci Vizovišek pri skladbi »Moje srce«
- Albert Ivančič pri skladbi »Tam v dolu sama zase«
- Jože Škof pri skladbi »Ti pobič jak ne lumpaj«
- Ladko Korošec pri skladbi »Don Kihot« (arija Sancha)